# Діана Дорожкіна
Діа́на Доро́жкіна (нар. 30 квітня 1971 року, Білорусь) — український модельєр-дизайнер, телеведуча.

## Біографія
Народилася 30 квітня 1971 року в Білорусі у сім'ї військового. Через професійну специфіку батька родина часто переїжджала. Однак родина вирішила залишитися у Києві.

## Кар'єра

### Телеведуча
Ведуча програми «Обличчя речей» на каналі Maxxi TV з 2009 року.

### Акторка
- 2002 — «Золота лихоманка» — Віра Миколаївна

## Досягнення
- 2000 — Гран-прі Les Etoiles de la Mode у Бельгії
- 2002 — відкриття «Модного будинку Діани Дорожкіної»
- весна 2003 — Гран-прі «Кришталевий силует», голова журі Франсуа Бенау
- осінь 2003 — Гран-прі «Кришталевий силует», голова журі В'ячеслав Зайцев
- 2004 — Гран-прі конкурсу круїзних колекцій «10х10» Топ десятки українських дизайнерів у рамках міжнародного фестивалю «Київський подіум», голова журі Пако Рабан
- 2005 — прийнята в Асоціацію Високої Моди Росії
- 2006 — показ у Монако
- 2007 — «обличчя» компанії LG в Україні
- 2008 — показ колекції в Палм-Біч (США)
- 2009 — показ колекції в Монте-Карло (Монако)
- 2010 — показ колекції в Каннському палаці фестивалів (Франція)[5]